# Austroaeschna weiskei
Austroaeschna weiskei är en trollsländeart som först beskrevs av W. Foerster 1908.  Austroaeschna weiskei ingår i släktet Austroaeschna och familjen mosaiktrollsländor. IUCN kategoriserar arten globalt som livskraftig. Inga underarter finns listade i Catalogue of Life.